# Norrtälje konsthall
Norrtälje konsthall är en kommunal konsthall i Norrtälje.
Nuvarande byggnad invigdes i januari 2015 och ligger vid foten av  Södra bergen. Konsthallen låg tidigare i brandstationen i Norrtälje från 1900 på Lilla Brogatan 4. Denna användes som brandstation fram till 1975, senare som konsthall och från 2017 som restaurang.
Den nya konsthallsbyggnaden är utvändigt klädd i trä. Den har ritats av Anders Erikols, Thomas Persson och Joakim Risom på Sweco.
År 1997 utsågs Norrtälje konsthall till Årets museum.